# Porozovo
Porozovo (en russe : Порозово) est un village de 100 habitants situé dans le raïon de Zavoljsk de l'oblast d'Ivanovo, en Russie. Il est arrosé par la Volga.
Porozovo fait partie de la commune rurale de Vozvdijenskoïe (ru) (Воздвиженское).

## Galerie

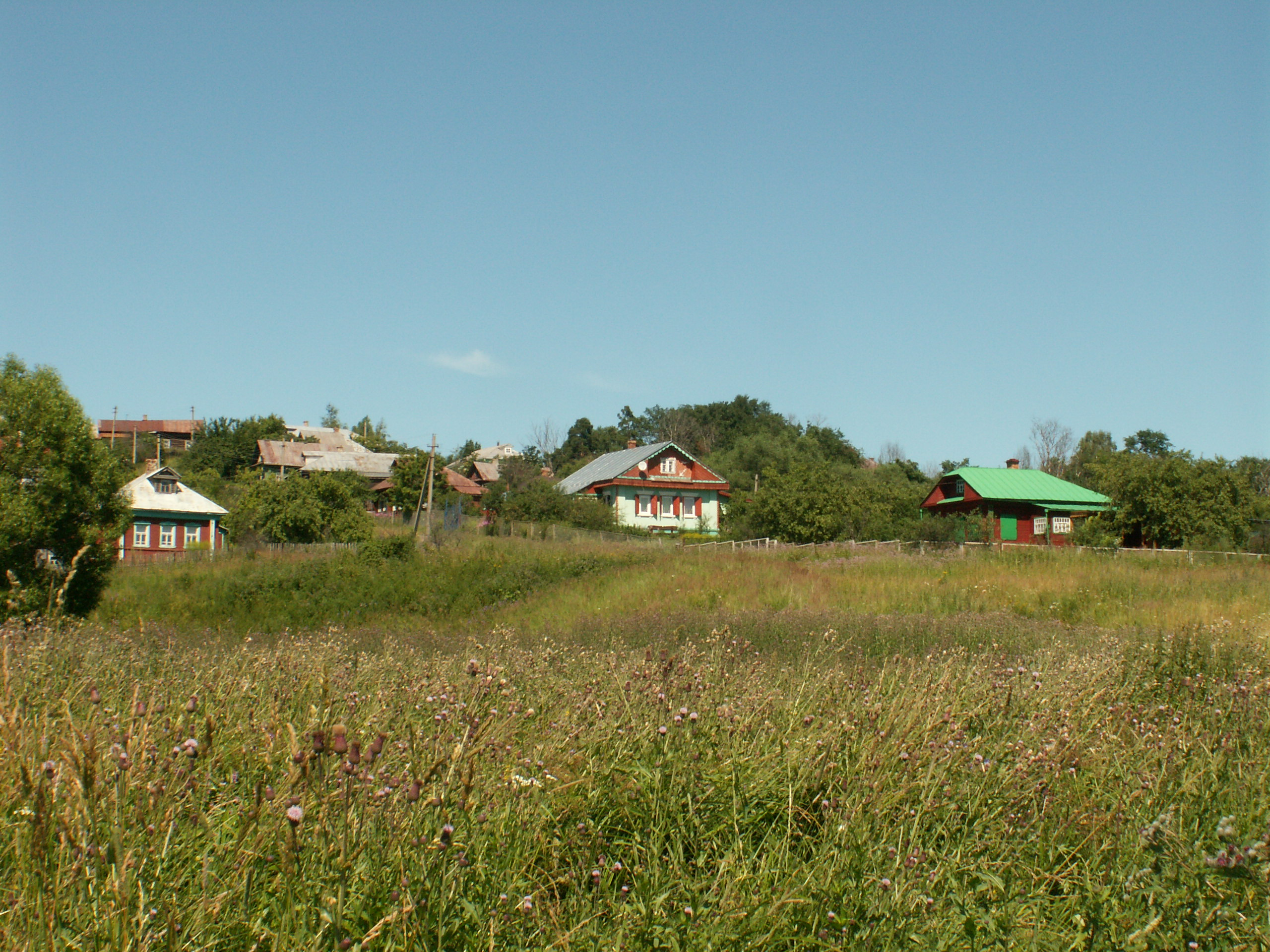
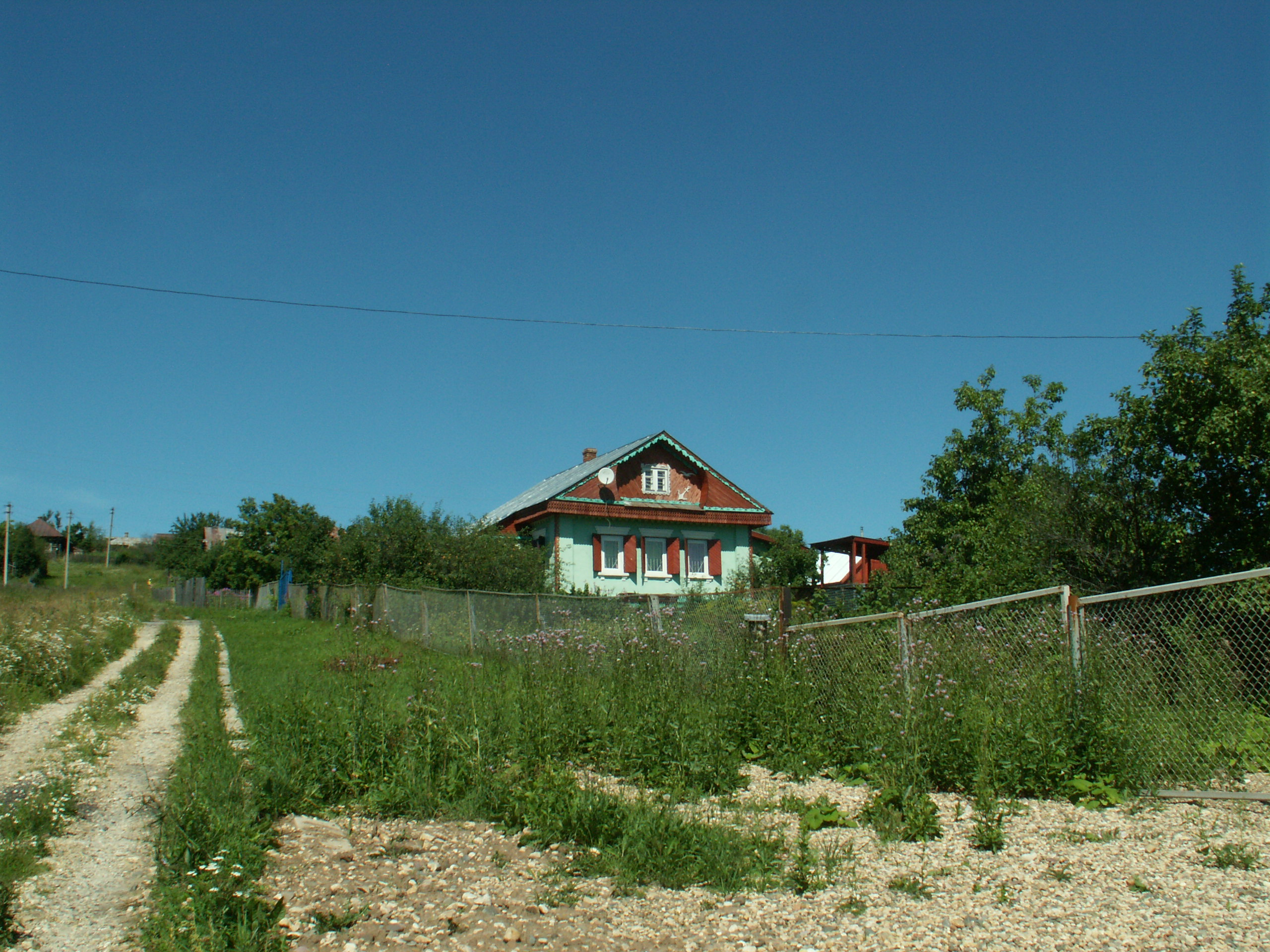
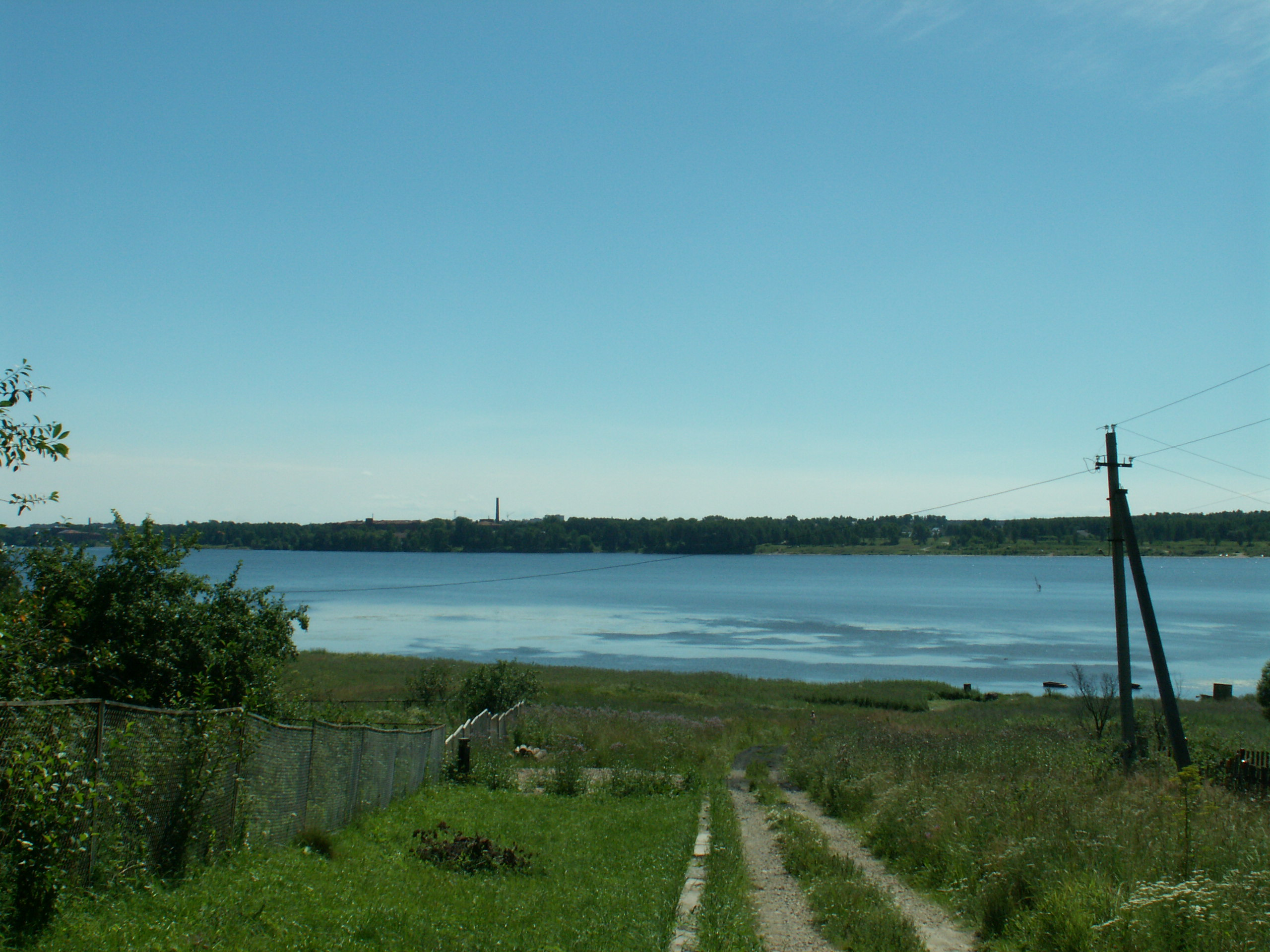
La Volga à Porozovo.
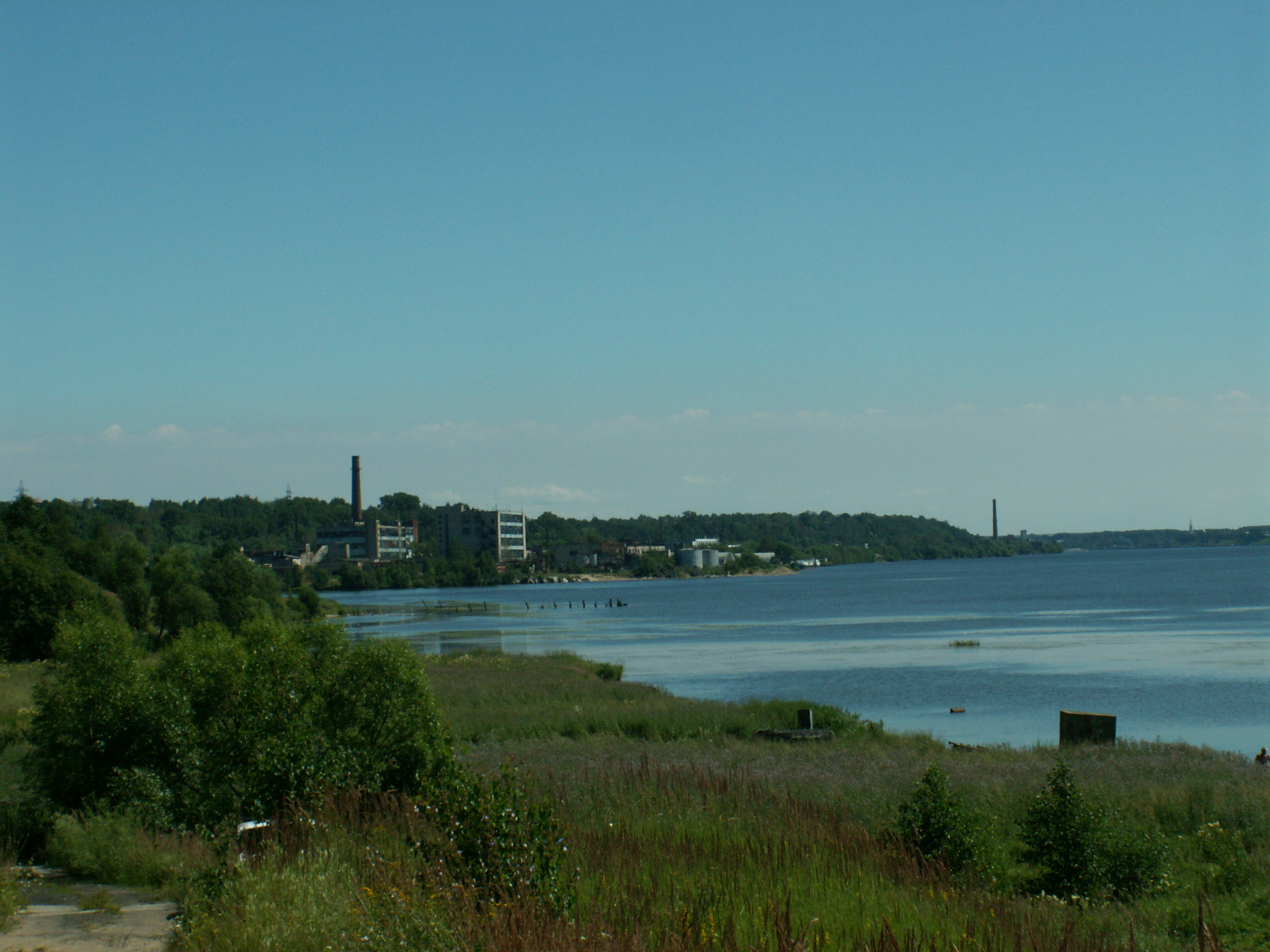
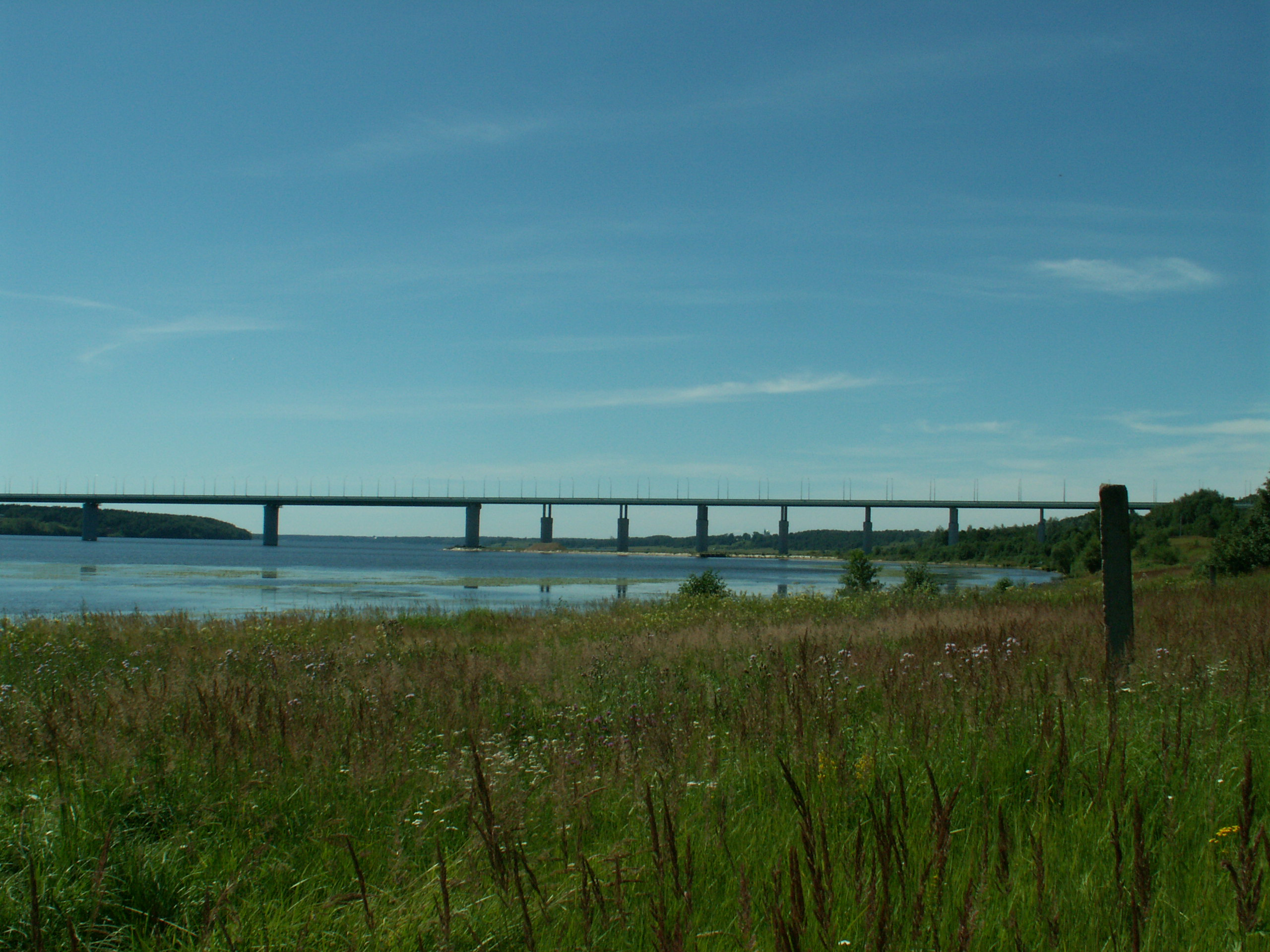